# Бейблэйд
«Бейблэйд» (яп. ベイブレード бэйбурэ:до), в оригинале Bakuten Shoot: Beyblade (яп. 爆転シュート ベイブレード) — манга японского автора Такао Аоки, выходившая в кодомо-журнале CoroCoro Comic с 2000 по 2002. Издана в 14 томах (танкобонах) компанией Shogakukan. По мотивам манги было сделано три аниме-сериала: первый сезон, состоящий из 51 серии, транслировался по японскому телеканалу TV Tokyo в 2001 году. Второй сезон, Beyblade V-Force, был показан в 2002 году. Он также состоит из 51 серии. Третий сезон, Beyblade G Revolution, транслировался с января по декабрь 2003 года. В апреле 2009 года вышел новый сериал, с совершенно новыми персонажами.

## Сюжет
История повествует о приключениях группы школьников, соревнующихся с помощью двух волчков («блэйдов») на круглом поле. Задача — вытолкнуть за пределы круга блэйд противника, используя скорость и массу блэйда.

## Персонажи

### Персонажи первого поколения. (Сезон 1-3)
- Такао Киномия (яп. 木ノ宮タカオ, Тайсон Грейнджер) — является главным героем, а также самым сильным блейдером в мире (во вселенной Beyblade, V-Force, G-Revolution)! Стал первым Бейблейдером в мире, выиграв три чемпионата мира подряд, и был членом команды «Крушителей Блейдеров». Тайсон — дерзкий, уверенный и бесстрашный блейдер, кто стремится быть первым. Вскоре Тайсон вырос (V-Force,G-Revolution), стал играть более серьёзно. С самого начала сезона Тайсон и Кай были врагами, но позже они стали друзьями. Имеет бьющего зверя Дракона (Dragoon).
- Манабу Сайэн (яп. キョウジュ, Он же Кенни/Шеф — Kenny/Chief) — технический член команды «Крушители блейдеров». Его настоящее имя произносит мать в одной из серий и Диджей. В третьем сезоне уже полноправный член команды со своим блэйдом. Имеет бьющего зверя Диззи, но застрявшего в его компьютере.
- Макс Мидзухара (яп. 水原 マックス, Макс Тейт) — счастливый и добродушный парень, всегда и во всем видит хорошее. Макс специализируется на обороне в Бейблейде и является настоящим мастером в этом стиле. Его отец держит магазин Бейблейдов и помогает Тайсону улучшить Дракона. Его бьющий зверь — Драсил (Draciel).
- Кон Рэй (яп. 金李, Реймонд «Рей» Кон) — в аниме изображается спокойным и открытым. В самом деле он может быть спокойным и собранным, но может быть и жестоким конкурентом. Начиная с третьего сезона, Рэй стал более жестоким, но также не менее мудрым. Бьющий зверь Рэя — Триггер (Drigger).
- Кай Хиватари (яп. 火渡 カイ Кай Хиватари) — сын благородной семьи и наследник огромной японской военной компании «Hiwatari Enterprise». Он серьёзный, хладнокровный и нелюдимый паренёк. Капитан «Крушителей Блейдеров». Также состоял в команде «Blitzkrieg Boys». Кай и Тайсон изначально были не дружелюбны друг к другу, но стали хорошими друзьями к концу мультфильма. Бьющий зверь — Дранзер (Dranzer).
- Хироми Татибана (яп. 立花 ヒロミ, Хилари Татибана) — иногда Хилари бывает громкой, властной, упрямой. Однако она умная, независимая и добрая. Прирождённый лидер. Она президент класса, в котором учится Тайсон. Не играет в бейблейд, находится в команде только как поддержка.

### Персонажи второго поколения (Сезон 4—)
- Гинга Хаганэ (блей пегас) — самый сильный блэйдер (во вселенной Metal Fight Beyblade). Он победил на ''Поединке Блейдеров'' и из-за этого стал блейдером номер один. Позже он стал лидером команды Ган Ган Галакси. Они победили команды других стран и стали самой лучшей командой в мире.
- Кёя Татэгами (блей лев) — один из главных героев саги и один из главных соперников Гинги. Он был бывшим лидером охотников, банды блейдеров, которые забирали волчки у других блэйдеров. После двух поражений от Гинги решил распустить группу, и в конце концов присоединяется к нему и его друзьям. Ищет вместе с Гингой остальных легендарных блэйдеров, чтобы остановить абсолютное зло.
- Кэнта Юмия (блейд стрелец) — первый, кого встретил Гинга, он же его и спас. Лучший друг Гинги. Кэнта является владельцем «Огненного стрельца C145S». Позже станет легендарным блэйдером.
- Рюга — главный соперник Гинги. Он владеет «Запретным беем», известным как Л-Драго.
- Мирэй Сико-Куса — член команды «Темная туманность», враг Галактической команды. Он имеет способность «Ураган Цербер».
- Мадока Амано — является дочерью владельца магазина Beyblade, B-Яма. Анализирует и ремонтирует волчки.
- Цубаса Отори — третий член команды «Ган Ган Галакси». Его волчок — «Земной орёл 145WD». Он является одним из самых сильных блейдеров.
- Бэнкэй Ханава (блейд бык) — бывший охотник. Восхищается Кёей и хочет быть похожим на него. Лучший друг Кэнты.
- Доджи (в оригинале Дайдодзи) — был центральным антагонистом, врагом Гинги и лидером «Темной мглы». Использовал «Тёмного волка DF145FS».
- Рио Хаганэ (в оригинале — Рюсэй Хаганэ) — отец Гинги, также известный как Феникс.
- Ю Тэндо — бывший член Тёмной Туманности. Подружился с Гингой и стал суб-членом японской команды Ган Ган Галакси. Команда заняла 1 место и стала лучшей в мире.
- Масамунэ Кадоя — бывший член команды Ган Ган Галакси в Beyblade: Metal Masters.

## Волчки и бьющие звери (Bit-beast)
- Шторм-Пегас 105RF — волчок Гинги, на ту пору самый сильный. Специальные приёмы: Звёздная атака, крыло торнадо, Метеоритный дождь, Нападение штормового ветра.
- Галактический Пегас W105R2F — эволюция Шторм-пегаса.
- Большой Взрыв (Космический) Пегас F:D — эволюция второго Пегаса. Один из легендарных волчков. Особые приёмы: Большой взрыв торнадо, Главная передача, Изменение режима.
- Тёмный Бык — бей Бэнкея, его специальные приёмы — Апперкот тёмного быка и скорость тёмного быка.
- Л-Драго Разрушитель/Метео — «запретный» волчок Рюги, запретным волчок называется, потому что вращается против часовой стрелки, когда остальные вращаются по часовой.
- Огненный Стрелец — волчок Кенты. Снецприём — когти стрельца
- Флэш Стрелец — эволюция Огненного Стрельца.
- Лев Рок — волчок Кёи его специальные приёмы — крыло торнадо и королевский разрывающий удар льва
- Пламенные Весы T125ES — волчок Ю. Спецприёмы — адский Взрыв, звуковая Волна, звуковая Защита.
- Лучезарный Единорог — волчок Масамунэ, его спецприёмы — лучевой меч.

## Медиа

### Манга
Главы манги Beyblade были написаны и проиллюстрированы Такао Аоки. Он был издана в CoroCoro Comic с 2000 по 2004 год. Манга была лицензирована для англоязычного выпуска Viz Media. В 2016 году Такао Аоки выпустил продолжение манги под названием «Восстание Бейблэйд» (爆転シュート ベイブレード ライジング) с участием оригинальных персонажей, которое в настоящее время продолжается. Серия издана в CoroCoro Aniki.

### Аниме
Телевизионный аниме-сериал был снят студией Madhouse. Его 51 эпизод транслировался в Японии по телеканалу TV Tokyo с 8 января по 24 декабря 2001 года. Сериал, выпущенный Nippon Animedia под названием «Бейблэйд V-Force», продолжался ещё 51 серию с 7 января по 30 декабря 2002 года. Третий сериал, «Бейблэйд G-Революция», состоял из 52 эпизодов, транслирующихся с 6 января по 29 декабря 2003 года.
Все три сезона были лицензированы для английской адаптации, трансляции и выпуска Nelvana. Сериал транслировался на родственном кабельном канале YTV в Канаде и ABC Family в Соединённых Штатах в 2002 году. Сериал распространялся компанией Geneon в течение первых двух сезонов и Funimation в течение третьего сезона. Лицензия на все три сезона была приобретена Discotek Media 30 ноября 2018 года. Они выпустили все три сезона для выпусков SD-BD; первый сезон 29 января, V-Force — 26 февраля и G-Revolution — 26 марта 2019 года. С тех пор было выпущено несколько продолжений, включая Beyblade: Metal Saga, BeyWheelz и Beyblade Burst.

### Франшиза Бейблэйд
| No.                  | No.      | Название                        | Эпизоды                         | Первоначальный эфир / Дата выпуска      | Режиссёр          | Студия             | Телесеть             |
| Beyblade             | Beyblade | Beyblade                        | Beyblade                        | Beyblade                                | Beyblade          | Beyblade           | Beyblade             |
| -------------------- | -------- | ------------------------------- | ------------------------------- | --------------------------------------- | ----------------- | ------------------ | -------------------- |
|                      | 1        | Beyblade                        | 51                              | 8 января — 24 декабря 2001 г.           | Тосифуми Кавасэ   | Madhouse           | TV Tokyo             |
|                      | 2        | Beyblade V-Force                | 51                              | 7 января — 30 декабря 2002 г.           | Ёсио Такэути      | Nippon Animation   | TV Tokyo             |
| Фильм                | Фильм    | Beyblade: Fierce Battle         | Beyblade: Fierce Battle         | 17 августа 2002 г.                      | Тэцуо Ясуми       | Nippon Animation   | -                    |
|                      | 3        | Beyblade G-Revolution           | 52                              | 6 января — 29 декабря 2003 г.           | Мицуо Хасимото    | Nippon Animation   | TV Tokyo             |
| Beyblade: Metal Saga |          |                                 |                                 |                                         |                   |                    |                      |
|                      | 4        | Beyblade: Metal Fusion          | 51                              | 5 апреля 2009 г. — 28 марта 2010 г.     | Кунихиса Сугисима | Tatsunoko          | TV Tokyo             |
|                      | 5        | Beyblade: Metal Masters         | 51                              | 4 апреля 2020 г. — 27 марта 2011 г.     | Кунихиса Сугисима | SynergySP          | TV Tokyo             |
| Фильм                | Фильм    | Metal Fight Beyblade VS The Sun | Metal Fight Beyblade VS The Sun | 21 августа 2010 г.                      | Кунихиса Сугисима | SynergySP          | TV Tokyo             |
|                      | 6        | Beyblade: Metal Fury            | 52                              | 3 апреля 2011 г. — 1 апреля 2012 г.     | Кунихиса Сугисима | SynergySP          | TV Tokyo             |
|                      | 7        | Beyblade: Shogun Steel          | 45                              | 8 апреля — 23 декабря 2012 г.           | Кунихиса Сугисима | SynergySP          | TXN (TV Tokyo)       |
| Спин-оффы            |          |                                 |                                 |                                         |                   |                    |                      |
|                      | 8        | BeyWheelz                       | 13                              | 11 августа — 6 октября 2012 г.          | Наоки Хисикава    | SynergySP, Nelvana | Cartoon Network, YTV |
|                      | 9        | BeyWarriors: BeyRaiderz         | 13                              | 4 января — 29 марта 2014 г.             | Кацуми Хасэгава   | SynergySP, Nelvana | Cartoon Network, YTV |
|                      | 10       | BeyWarriors: Cyborg             | 26+2                            | 18 октября 2014 г. — 27 февраля 2015 г. | Сугинама Кунихиса | SynergySP, Nelvana | Toonami Asia         |
| Beyblade Burst       |          |                                 |                                 |                                         |                   |                    |                      |
|                      | 11       | Beyblade Burst                  | 51                              | 4 апреля 2016 г. — 27 марта 2017 г.     | Кацухито Акияма   | OLM                | TXN (TV Tokyo)       |
|                      | 12       | Beyblade Burst Evolution        | 51                              | 3 апреля 2017 г. — 26 марта 2018 г.     | Кацухито Акияма   | OLM                | TXN (TV Tokyo)       |
|                      | 13       | Beyblade Burst Turbo            | 51                              | 2 апреля 2018 г. — 25 марта 2019 г.     | Кацухито Акияма   | OLM                | TXN (TV Tokyo)       |
| ONA                  | ONA      | Beyblade Burst Rise             | 52                              | 5 апреля 2019 г. — 27 марта 2020 г.     | Кацухито Акияма   | OLM                | YouTube              |
| Итого:               | Итого:   | Итого:                          | 612                             | 8 января 2001 г. н. в.                  | -                 | -                  | -                    |

#### Полнометражные аниме
| No. | Название                                                              | Дата выхода        | Продолжительность |
| --- | --------------------------------------------------------------------- | ------------------ | ----------------- |
| 1   | Beyblade: Fierce Battle                                               | 17 августа 2002 г. | 70 минут          |
| 2   | Metal Fight Beyblade VS The Sun: Sol Blaze, the Scorching Hot Invader | 21 августа 2010 г. | 76 минут          |

### Видеоигры
- Beyblade (Game Boy Color, выходила только в Японии)
- Beyblade (PlayStation)
- Beyblade 2 (PlayStation, выходила только в Японии)
- BeyBlade: Super Tournament Battle (GameCube)
- Beyblade: GRevolution (Game Boy Advance)
- Beyblade: Ultimate Blader Jam (Game Boy Advance)
- Bakuten Shoot Beyblade 2002: Takao Version (Game Boy Advance, выходила только в Японии)
- Bakuten Shoot Beyblade 2002: Daichi Version (Game Boy Advance, выходила только в Японии)
- Beyblade V-Force 2 In 1 TV Game (Plug-and-Play)
- Metal Fight BeyBlade: Gachinko Stadium (Nintendo Wii, выходила только в Японии)
- Metal Fight BeyBlade: Bakutan Cyber Pegasus (Nintendo DS,выходила только в Японии)

## Примечание
1. ↑  あにてれ：メタルファイト　ベイブレード　４D. tv-tokyo.co.jp. Дата обращения: 18 апреля 2015. Архивировано 6 апреля 2009 года.
2. ↑  AWN Headline News. Animation World Network. Дата обращения: 18 апреля 2015. Архивировано из оригинала 3 сентября 2009 года.